# Tipo XXIII
Los submarinos alemanes Tipo XXIII fueron los primeros submarinos de los llamados Elektroboot en entrar en servicio al final de la Segunda Guerra Mundial. Eran pequeños submarinos costeros diseñados para operar en las aguas poco profundas del Mar del Norte, el Mar Negro y el Mediterráneo, las cuales eran aguas peligrosas para los grandes submarinos del tipo XXI. Eran tan pequeños que solo podía transportar dos torpedos, que debían ser cargados externamente. Al igual que su "hermano" mucho más grande, el tipo XXI, eran capaces de permanecer sumergidos casi todo el tiempo y eran más rápidos que todos los diseños anteriores a nivel mundial, debido a la racionalización de la mejora de sus formas hidrodinámicas, las baterías con mayor capacidad y el snorkel, lo que permitía utilizar los motores diésel en inmersión. Los submarinos Tipo XXI y XXIII revolucionaron el diseño de submarinos de la posguerra.

## Antecedentes
Cuando se inició el desarrollo de los submarinos del tipo XXI a finales de 1942, se propuso desarrollar simultáneamente una versión más pequeña que incorporara la misma tecnología avanzada para reemplazar a los buques del tipo II. Para estos submarinos costeros, el almirante Karl Dönitz añadió dos requisitos: como tendría que operar en el Mediterráneo y el Mar Negro, se deberían poder transportar por ferrocarril, y debían utilizar los tubos de torpedos estándar de 533 mm.
Para el desarrollo de los submarinos del tipo XXIII se le dio alta prioridad al uso de componentes existentes. Para reducir el tiempo de desarrollo, Hellmuth Walter diseñó el nuevo submarino basado en el prototipo anterior el Tipe XXII. El 30 de junio de 1943 el diseño estaba listo y la construcción comenzó en paralelo en varios astilleros en Alemania, Francia, Italia y Unión Soviética ocupada por los alemanes. El contratista principal fue Deutsche Werft, en Hamburgo.
Al igual que los submarinos del tipo XXI, el tipo XXIII estaba concebido para ser construido por módulos, que fabricarían diversos subcontratistas. Algunos iban a ser montado en astilleros extranjeros, por ejemplo desde el U-2446 al U-2460 en el astillero Deutsche Werft en Mykolaiv. Estos fueron reasignados al astillero Linzner el 1 de mayo de 1944 y posteriormente fueron cancelados.  Al final, las circunstancias hicieron que la construcción se concentrara en el Germaniawerft en Kiel y Deutsche Werft, en Hamburgo. Germaniawerft comenzó a construir 51 buques y Deutsche Werft 49. De los 280 submarinos ordenados, solo 61 entraron en servicio, y únicamente 6 realizaron patrullas de guerra.

## Descripción

Dibujo de un submarino Tipo XXIII

Los submarinos Tipo XXIII tenían un diseño monocasco totalmente soldado, fue el primer submarino de utilizar un solo casco. Tenía una carcasa exterior totalmente racional y aparte de la relativamente pequeña torre de mando y un carenado que albergaba el silenciador de escape diésel, tenía la cubierta superior despejada. En consonancia con la práctica del diseño de H. Walter, no disponía de hidroestabilizadores delanteros, aunque se añadieron más tarde.
El submarino estaba impulsado por una sola hélice de tres palas y dirigido por un único timón. Debido a su pequeño tamaño no disponía de artillería antiaérea, solo un periscopio, una versión en miniatura del dispositivo de escucha, con 2 × 11 receptores de membrana, sin sonar activo, ni radar. Al igual que en el tipo XXI, la sección inferior del casco en forma de ocho se utilizaba para albergar una gran batería de 62 celdas.
Con el fin que el buque pudiera transportarse por ferrocarril, las secciones del casco tenían que ser limitada en tamaño para adaptarse al gálibo. Para el transporte, el casco se dividía en cuatro secciones y el puente era retirado. Debido a las restricciones de espacio, la sección de proa hacia adelante tenía que ser lo más corta posible, lo que significó que solo podía disponer de dos tubos lanzatorpedos sin torpedos de recarga. Los torpedos se cargaban lastrando los tanques de inmersión de popa de manera que la proa se levantaba fuera del agua y los torpedos se podría cargar directamente en sus tubos desde una barcaza. No estaba acondicionado para disparar los torpedos acústicos Wren.
Los submarinos del tipo XXIII demostraron tener excelentes características de manejo, eran altamente maniobrables tanto en superficie como bajo el agua. Su tiempo de inmersión de emergencia era de 9 segundos, y su profundidad máxima de inmersión era de 180 m. La velocidad máxima en inmersión era de 12,5 nudos (23,2 km/h), mientras que la velocidad de superficie era de 9 nudos (17 km / h). Podía mantener en inmersión una velocidad de 10,5 nudos (19,4 km / h,).

## Construcción
El primer submarino del tipo XXIII, el U-2321, botado en los astilleros Deutsche Werft, de Hamburgo el 17 de abril de 1944. Fue uno de los seis XXIII que participarían en patrullas de combate en torno a las islas británicas a principios de 1945. Otros cuarenta y siete buques más fueron construidos en los astilleros Deutsche Werft y 10 más en los astilleros Germaniawerft de Kiel. El U-4712 fue el último submarino de este tipo botado, el 19 de abril de 1945.
Cuando los astilleros situados en el Mediterráneo, como el astillero italiano Ansaldo en Génova o el francés de Tolón, fueron capturados por los Aliados la especificación de transporte en tren dejó de tener sentido. Además, en una inspección del peso del buque se encontró que la adición del nuevo equipo requerido había convertido al submarino demasiado pesado y con muy poca flotabilidad. Este problema en la construcción del submarino se compensó, sin retrasos significativos, mediante la inserción de una sección de 2,20 m de largo ( llamada "Oelfken"-Schuss"). Se consideró la adición de otra sección más de 1,30 m que hubiera permitido llevar torpedos de reserva, pero se desestimó.
Al menos un submarino, el U-4709, recibió un recubrimiento con placas anecoicas.
| Astillero                        | Años de construcción | Unidades construidas |
| -------------------------------- | -------------------- | -------------------- |
| Deutsche Werft AG (Hamburgo)     | 1943-1945            | 48                   |
| F. Krupp Germaniawerft AG (Kiel) | 1944-1945            | 10                   |
| Total                            |                      | 58                   |

## Características
| Desplazamiento      | Superficie          | 234 t.          |
| Desplazamiento      | Sumergido           | 258 t.          |
| Eslora              | Total               | 34,68 m.        |
| Eslora              | Casco de presión    | 26,00 m.        |
| Manga               | Total               | 3,02 m.         |
| Manga               | Casco de presión    | 3,00 m.         |
| Calado              | Calado              | 3,66 m.         |
| Altura              | Altura              | 7,70 m.         |
| Potencia            | Diésel              | 630 HP          |
| Potencia            | Eléctricos          | 580 HP          |
| Velocidad máxima    | Superficie          | 9,7 n.          |
| Velocidad máxima    | Sumergido           | 12,5 n.         |
| Autonomía           | Superficie          | 2.600 m. (8 n.) |
| Autonomía           | Sumergido           | 194 m. (4 n.)   |
| Tubos lanzatorpedos | Tubos lanzatorpedos | 2 proa          |
| Torpedos            | Torpedos            | 2               |
| Tripulación         | Tripulación         | 14-18           |
| Profundidad máxima  | Profundidad máxima  | 180 m.          |

## Historial de servicio
Ninguno de los seis submarinos del tipo XXIII que entraron en combate -U-2321, U-2322, U-2324, U-2326, U-2329 y U-2336- fueron hundidas por buques aliados, y sin embargo, consiguieron hundir o dañaron cinco buques con un total de 14 601 toneladas.
La primera patrulla de guerra de un tipo XXIII comenzó a finales de la guerra, cuando el U-2324 zarpó de Kiel el 18 de enero de 1945. Este buque, sobrevivió a la contienda, aunque no logró hundir ningún buque enemigo. El primer tipo XXIII en lograr un éxito en combate fue el U-2322 , bajo el mando del Oberleutnant zur See Fridtjof Heckel. Navegó partiendo de una base en Noruega el 6 de febrero de 1945, se encontró con un convoy de Berwick, Northumberland, hundió al buque costero Egholm el 25 de febrero. El U-2321, operando desde la misma base, hundió al buque costero Gasray el 5 de abril de 1945 cerca del Cabo de St. Abb. El U-2336 , bajo el mando de Kapitänleutnant Emil Klusmeier, hundió a los últimos barcos aliados perdidos en la guerra europea, el 7 de mayo de 1945, cuando se torpedeó y hundió a los cargueros Sneland (2878 TRB ) , noruego, y SS Avondale Park  (1791 TRB) , británico, cerca de la Isla de Mayo en el interior del Fiordo de Forth (Escocia).
El Sneland y el Avondale Park fueron hundidos en torno a las 23:03, a menos de una hora de la rendición oficial alemana, y el Avondale Park fue el último buque mercante hundido por un submarino en Europa. En ese momento, se consideró que Kapitänleutnant Klusmeier, que estaba en su primera patrulla, había ignorado deliberadamente la orden de Donitz de alto el fuego, sin embargo Klusmeier afirmó que nunca había recibido la orden.

## Pérdidas
Ocho submarinos del tipo XXIII se perdieron por varias causas durante la contienda:
- U-2323 fue hundido por una mina naval el 26 de julio de 1944.
- U-2331 se perdió en un accidente durante un entrenamiento el 10 de octubre de 1944.
- U-2338 fue hundido por aviones británicos Beaufighter que mataron a 12 miembros de la tripulación y hundió el barco al este-noreste de Fredericia el 4 de mayo de 1945, antes de que partiera en una patrulla de combate.
- U-2342 chocó con una mina y se hundió el 26 de diciembre de 1944.
- U-2344 fue embestido accidentalmente y hundido por el U-2336 el 18 de febrero de 1945.
- U-2351 fue puesto fuera de servicio en abril de 1945, tras ser dañado por una bomba.
- U-2359 fue hundido por aviones aliados el 2 de mayo de 1945.
- U-2367 fue embestido accidentalmente y hundido por un submarino no identificado el 5 de mayo de 1945.

A principios de mayo de 1945, 31 XXIII fueron hundidos por sus tripulaciones en la operación Regenbogen, para evitar que cayeran en manos de los aliados. Veinte se rindieron a los aliados y fueron hundidos en la operación Deadlight. Solo tres unidades- los U-2326 (más tarde el submarino británico N35, y entregado posteriormente a Francia, que lo perdió por un accidente en 1946), U-2353 (más tarde el submarino británico N37, y entregado posteriormente a al Unión Soviética), y U-4706 (más tarde submarino noruego Knerten ) - sobrevivieron a la guerra.

## Posguerra
Un Tipo XXIII (U-2353), le fue asignado a la Unión Soviética bajo los términos del Tratado de Potsdam, y, según informes, una segunda unidad fue rescatada en 1948.
En 1956, la Bundesmarine reflotó dos embarcaciones tipo XXIII, U-2365, hundido en el Kattegat en 1945, y el U-2367, que se hundió cerca de Schleimünde tras un choque con otro submarino, y los puso en servicio como U-Hai (Tiburón) y U-Hecht (Lucio), con los númerales S-170 y S-171, respectivamente. El U-Hai se hundió en una tormenta frente al Banco Dogger en septiembre de 1966, con 19 de sus 20 tripulantes a bordo. Su pérdida es la mayor catástrofe marítima sufrida tanto en la Bundesmarine como la Deutsche Marine durante los más de 50 años de existencia. La experiencia adquirida en los dos submarinos puestos en servicio se empleó en la construcción de los submarinos Tipo 206, que aún continúan en servicio en varias armadas del mundo.